# Syzygium nitidulum
Syzygium nitidulum är en myrtenväxtart som först beskrevs av Henry Nicholas Ridley, och fick sitt nu gällande namn av Ian Mark Turner. Syzygium nitidulum ingår i släktet Syzygium och familjen myrtenväxter. IUCN kategoriserar arten globalt som nära hotad. Inga underarter finns listade i Catalogue of Life.